# Valle dell'Irno
La Valle dell'Irno è una vallata della Campania che sbocca sul golfo di Salerno; prende il nome dall'omonimo fiume che attraversa la parte bassa della valle, laddove la parte alta è invece solcata dal torrente Solofrana, subaffluente del Sarno.

## Geografia
La valle si estende a Nord della provincia di Salerno e occupa la parte estrema meridionale della provincia di Avellino, racchiusa dal mar Tirreno, dai Monti dell'Irpinia e dai Monti Picentini. Essa comprende interamente o parzialmente i comuni di Baronissi, Bracigliano, Calvanico, Fisciano, Mercato San Severino, Pellezzano, Salerno e Siano in provincia di Salerno e Montoro e Solofra in provincia di Avellino. È percorsa da numerosi corsi d'acqua di piccola portata, che confluiscono nel formare il fiume Irno; quest'ultimo nasce nel comune di Baronissi e sfocia nel Golfo di Salerno dopo aver attraversato il cuore del capoluogo.

## Storia
La valle fu notabilmente insediata dagli Etruschi, dai Romani e dai Normanni, come testimoniano l'Area archeologica etrusco-sannitica di Fratte, la Villa Romana a Baronissi e il Castello di Mercato S. Severino. Negli anni dell'Unità d'Italia la valle fu attraversata da Giuseppe Garibaldi durante la sua spedizione. La zona fu colpita duramente durante la Seconda guerra mondiale, subendo i bombardamenti dagli alleati. Nonostante ciò, il territorio rimane tuttora ricolmo di tracce del passato, vantando acquedotti e ville romane, castelli e numerose chiese storiche. Nel 1988 viene trasferita nel territorio l'Università degli Studi di Salerno, che conta due campus universitari, uno nel comune di Fisciano, l'altro nel comune di Baronissi.

## Economia
Storicamente, il settore dell'artigianato è stato sempre di grande importanza per il territorio; l'economia della valle è caratterizzata principalmente da una forte presenza del settore dell'arredamento e della ristorazione. La zona industriale di Baronissi, in particolare, è stata riqualificata e in questa area è stato aperto il mobilificio IKEA, portando 600 nuovi posti di lavoro nella valle. Rilevante, inoltre, è la presenza di varie fonderie, sparse per l'intero territorio. La più importante fonderia è la Fonderie Pisano nata a Baronissi ma oggi loca in zona Fratte, frazione di Salerno nella circoscrizione chiamata appunto Irno. Nell'alta valle, inoltre, a Solofra si trova uno dei quattro principali poli conciari italiani.

## Infrastrutture e trasporti
Per quanto riguarda la viabilità stradale principale, la valle è attraversata dall'ex strada statale 88 dei Due Principati, dal raccordo autostradale 2 (comunemente chiamata Salerno-Avellino), dall'autostrada A2 e dall'autostrada A30, vi si aggiungono l'A2 dir e la SS 18 a ridosso della città di Salerno, e varie strade provinciali a completare la viabilità. Per il trasporto su rotaia la valle è servita dalle linee Salerno-Mercato San Severino e Cancello-Avellino.